# 三豊市立高瀬中学校
三豊市立高瀬中学校（みとよしりつ たかせちゅうがっこう）は、香川県三豊市にある公立中学校。学びの多様化学校（いわゆる不登校特例校）に指定されている。

## 概要
三豊市のほぼ中央に位置する。通称「高中（たかちゅう）」。高瀬町立中部中学校、東部中学校、南部中学校が統合して設立された。旧校舎はマンション設計の業者にデザインを依頼したため、作りがマンションそのものであった。そのため、各教室をつなぐ廊下がなくベランダ伝いに隣の教室への移動を行っていた。
2022年4月に香川県初となる夜間学級が開設。公立夜間中学では初めて文部科学省から不登校特例校（当時、2023年（令和5年）より学びの多様化学校に名称変更）の指定を受けた学校として、起立性調節障害など様々な理由により昼間の中学校に通えない中学生を対象に講義を開いている。

## 沿革
- 1960年（昭和35年）5月1日 - 開校。
- 1962年（昭和37年）12月1日 - 校旗制定。
- 2005年（平成17年） - 新体育館落成。
- 2006年（平成18年） - 新校舎落成。
- 2009年（平成21年）11月15日 - 創立50周年記念式典挙行。
- 2022年（令和4年）
  - 4月1日 - 香川県初となる夜間学級を開設。
  - 4月15日 - 夜間学級の入学式を敢行。

## 学校行事
| - 4月 入学式 - 5月 修学旅行 - 6月 生徒総会・学級旗発表会 | - 7月 ピースワールドフェア - 8月 - 9月 運動会 | - 10月 - 11月 - 12月 | - 1月 職場体験学習 - 2月 - 3月 卒業式 |

## 部活動
- 運動系部活動
  - 陸上部
  - バレーボール部
  - バスケットボール部
  - 卓球部
  - ソフトテニス部
  - カヌー部
  - 野球部
  - 柔道部
  - 剣道部
  - バドミントン部
- 文化系部活動
  - 吹奏楽部
  - メディア部
  - 家庭科部
  - 美術部

## 通学区域
- 三豊市
  - 高瀬町の全域

## 進学前小学校
- 三豊市立上高瀬小学校
- 三豊市立勝間小学校
- 三豊市立比地小学校
- 三豊市立二ノ宮小学校
- 三豊市立麻小学校

## 周辺
- 三豊市役所
- 三豊警察署
- 三観広域北消防署

## アクセス
- JR四国予讃線 高瀬駅より南東へ1.1km 徒歩13分
- 三豊市コミュニティバス高瀬線 高瀬中学校前バス停より徒歩1分

## 出身者
- 島田和幸（医学博士、自治医科大学附属病院長） - 創立50周年記念式典で記念講演を行った

## 通学区域が隣接している学校
- 三豊市立三野津中学校
- 三豊市立仁尾中学校
- 三豊市立豊中中学校
- 三豊市観音寺市学校組合立三豊中学校
- まんのう町立満濃中学校
- 琴平町立琴平中学校
- 善通寺市立東中学校
- 善通寺市立西中学校